# Villar de Argañán
Villar de Argañán ist ein Ort und eine nordspanische Gemeinde (municipio) mit 98 Einwohnern (Stand: 2024) in der Provinz Salamanca in der Autonomen Gemeinschaft Kastilien und León. Neben dem Hauptort Villar de Argañán gehören die Ortschaften Hurtada, Martillán und Sexmiro zur Gemeinde.

## Geografie
Villar de Argañán liegt etwa 120 Kilometer westsüdwestlich von Salamanca nahe der portugiesischen Grenze in einer Höhe von ca. 720 m. Der Río Águeda begrenzt die Gemeinde im Osten. 

## Bevölkerungsentwicklung
| Jahr      | 1900 | 1950 | 1960 | 1970 | 1981 | 1991 | 2001 | 2011 | 2021 |
| Einwohner | 303  | 240  | 224  | 121  | 225  | 132  | 118  | 100  | 91   |

## Sehenswürdigkeiten
- Johannes-der-Täufer-Kirche (Iglesia de San Juan Bautista)

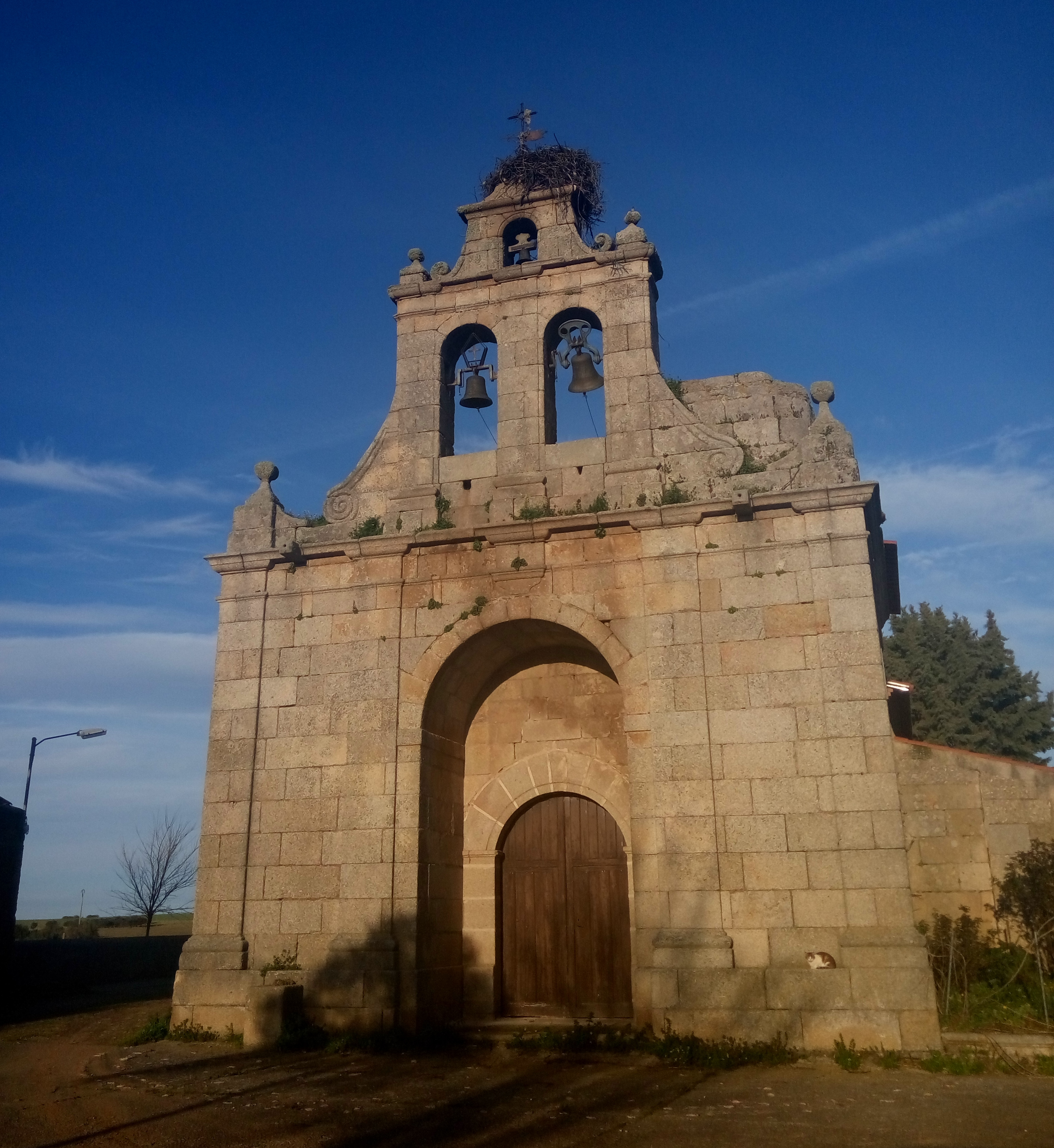
Johannes-der-Täufer-Kirche
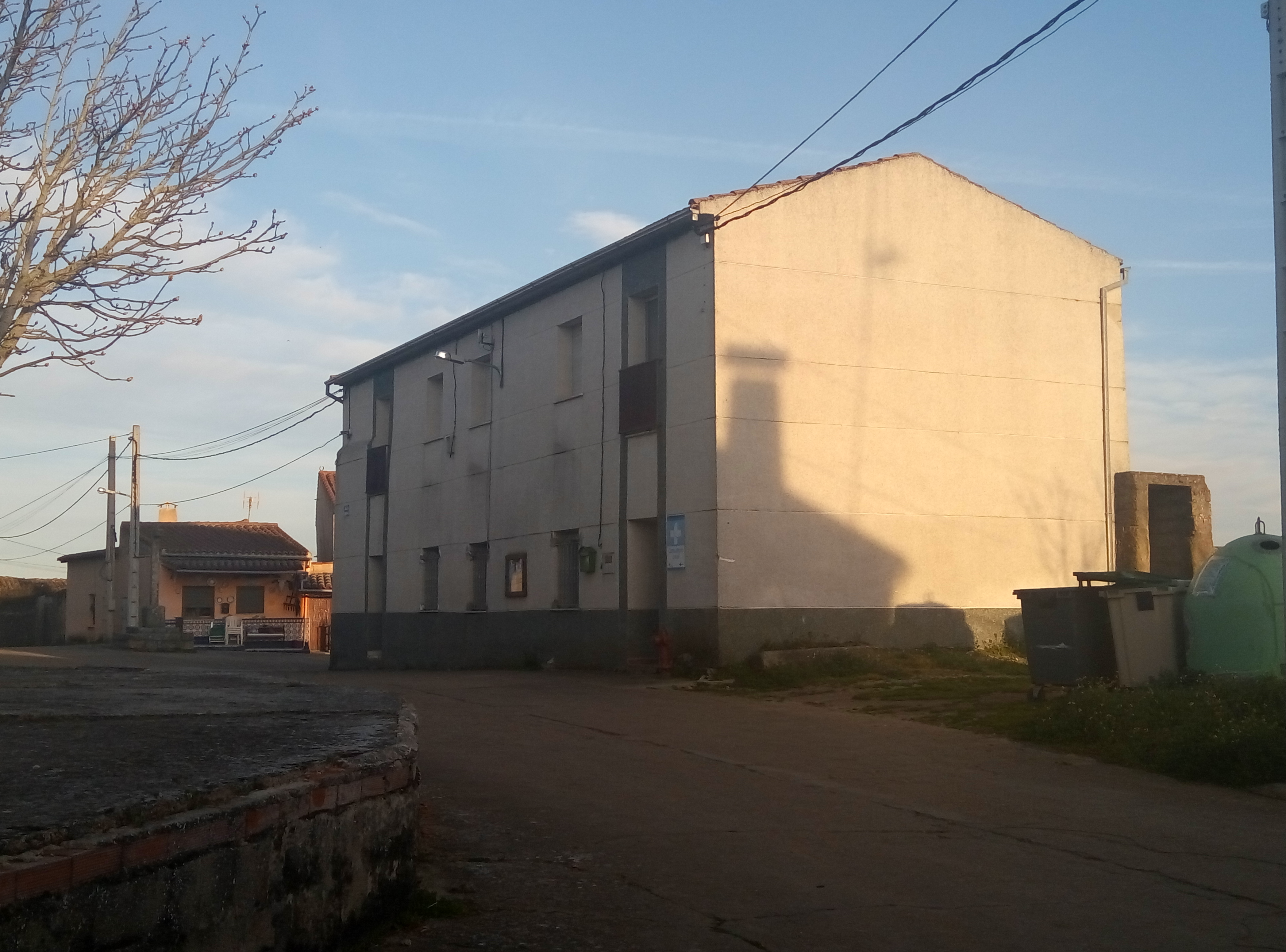
Rathaus